# Edward Olson Hulburt
Edward Olson Hulburt (* 12. Oktober 1890 in Vermillion (South Dakota); † 11. Oktober 1982 in Easton (Maryland)) war ein US-amerikanischer Geophysiker. Er gilt als Entdecker der elektrischen Eigenschaften der Ionosphäre und der Interaktion zwischen Sonne und Erdatmosphäre. Daneben war er der erste, der erkannte, dass die Blaufärbung des Himmels während der blauen Stunde eine andere Ursache hat als die während des Tages.
1931 erarbeitete er eine Studie über den Treibhauseffekt bei der Erdatmosphäre.

## Leben und Wirken
Hulburts Vater war Mathematiker, er selbst studierte an der Johns Hopkins University. E.O. Hulburt forschte über 31 Jahre am United States Naval Research Laboratory. Von 1949 bis 1955 war er der erste Direktor der Forschungseinrichtung. Durch Untersuchungen an der Schwächung von Funksignalen entdeckte Hulburt und Taylor im Jahr 1926 die hohe Elektronendichte der Ionosphäre und wiesen ihr ihre fundamentalen Eigenschaften zu. Sie erkannten auch die Abhängigkeit der Elektronendichteverteilung vom Sonnenstand. Hulburts theoretische Forschung zum solaren Einfluss auf die Ionosphäre führte ihn im Jahr 1938 zur Vermutung, dass solare Röntgenstrahlung die Ursache der Ionisation der E-Schicht sei. Mit Hilfe der zum Kriegsende 1945 erbeuteten V2-Raketen entdeckte er die solare Röntgenstrahlung sowie die extreme ultraviolette Strahlung, die ursächlich für die F-Schicht der Ionosphäre ist.
Im Jahre 1931 veröffentlichte er in Physical Review eine Arbeit über den Treibhauseffekt, worin er eine Theorie zum Verlauf der Temperatur mit der Höhe der Atmosphäre entwickelte.

## Publikationen
- Line Broadening in Stellar Spectra (1924)
- A. Hoyt Taylor, E. O. Hulburt: The Propagation of Radio Waves Over the Earth. In: Physical Review. 27. Jahrgang, Nr. 2, Februar 1926, S. 189–215, doi:10.1103/PhysRev.27.189 (englisch, aps.org [HTTP; abgerufen am 14. April 2013]).
- Ionization of the Upper Atmosphere (1928)
- Auroral and Magnetic Storms (1929)
- Diffusion in the Upper Atmosphere (1929)
- Ionization in the Atmosphere of Mars (1929)
- Zodiacal Light and Gegenschein (1930)
- Cosmic Rays (1931)
- Über den Treibhauseffekt: ¨The Temperature of the lower Atmosphere of the Earth¨, Phys. Rev. 38, p.1876-1890 (1931)
- Ionization Above 200 km (1933)
- Radio and the Sunspot Cycle (1936)
- E Region During an Eclipse (1939)
- Brightness and Polarization of the Daylight Sky (1947)
- The Airglow (1949)
- E. O. Hulburt: Explanation of the Brightness and Color of the Sky, Particularly the Twilight Sky. In: Journal of the Optical Society of America. 43. Jahrgang, Nr. 2, Februar 1953, S. 113–118, doi:10.1364/JOSA.43.000113 (englisch, opticsinfobase.org [HTTP; abgerufen am 12. April 2013]).
- Self-Focusing Solar Ion Streams (1954)